# E584
E584 eller Europaväg 584 är en europaväg som går från Poltava i Ukraina via Moldavien till Slobozia i Rumänien. Längd 930 km.

## Sträckning
Poltava - Kirovgrad - (gräns Ukraina-Moldavien) - Chișinău - Giurgiulești - (gräns Moldavien-Rumänien) - Galați - Slobozia
Vägen hette före 2002 E577 och det står kvar på vissa vägkartor.

## Standard
Vägen är landsväg hela sträckan. 

## Anslutningar till andra europavägar
| - E40 - E50 - E58 |  | - E581 - E87 - E60 |